# Setting Sons
Setting Sons é o quarto álbum de estúdio do grupo The Jam, lançado em 1979.
Setting Sons foi originalmente planejado como um álbum conceitual sobre três amigos de infância que, após uma reunião, depois de algum tempo sem se ver, descobrem as diferentes direções que suas vidas tomaram. Contudo, apenas cerca de metade das músicas acabou seguindo o conceito original devido a agenda de gravação da banda na época. Todas as letras forma escritas por Paul Weller, exceto  "Smithers-Jones" (de Bruce Foxton) e "Heat Wave" (de Dozier, Holland, Holland), um cover.
| Críticas profissionais                                                      | Críticas profissionais |
| Avaliações da crítica                                                       | Avaliações da crítica  |
| Fonte                                                                       | Avaliação              |
| --------------------------------------------------------------------------- | ---------------------- |
| Allmusic                                                                    | [ 2 ]                  |
| Esta tabela precisa de ser acompanhada por texto em prosa. Consulte o guia. |                        |

## Faixas
1. "Girl On The Phone" - 2:57
2. "Thick As Thieves" - 3:40
3. "Private Hell" - 3:51
4. "Little Boy Soldiers" - 3:33
5. "Wasteland" - 3:52
6. "Burning Sky" - 3:32
7. "Smithers-Jones" (Bruce Foxton) - 3:01
8. "Saturday's Kids" - 2:54
9. "The Eton Rifles" - 3:59
10. "Heat Wave" (Dozier, Holland, Holland) - 2:25